# Nargis Dutt
Nargis Dutt, cuyo verdadero nombre era Fatima Rashid (Allahabad, 1 de junio de 1929 - Bombay, 3 de mayo de 1981), fue una actriz de cine y cantante india. Su madre, Jaddanbai, era cantante, actriz y directora de cine. Participó en películas de Raj Kapoor (especialmente en Aag, Barsaat y Awaara) con quien mantuvo una relación apasionada y formaban la pareja ideal en la pantalla grande. En el pico más alto de su carrera, en la película "Mother India" de Mehboob Khan de 1956, obtuvo éxito de taquilla. En el rodaje de esta película, conoció al actor Sunil Dutt, con quien se casó en 1958, y con quien tuvo un hijo y dos hijas. Al casarse, se convirtió al hinduismo.
Uno de sus hijos, Sanjay Dutt, también es un reconocido actor en el cine indio.
Nargis falleció el 3 de mayo de 1981 y su esposo en 2005.

## Filmografía
- 1935	:	Talashe Haq
- 1942	:	Tamanna
- 1943	:	Taqdeer
- 1945	:	Bisvi Sadi
- 1945	:	Humayun
- 1946	:	Nargis
- 1947	:	Mehandi
- 1948	:	Aag de Raj Kapoor
- 1948	:	Anjuman
- 1948	:	Anokha Pyar
- 1948	:	Mela
- 1948	:	Andaaz de Mehboob Khan
- 1948	:	Barsaat de Raj Kapoor
- 1948	:	Darogaji
- 1948	:	Lahore
- 1948	:	Roomal
- 1950	:	Aadhi Raat
- 1950	:	Babul
- 1950	:	Chhoti Bhabbi
- 1950	:	Jan Pahchan
- 1950	:	Jogan
- 1950	:	Khel
- 1950	:	Meena Bazaar
- 1950	:	Pyaar
- 1951	:	Awaara de Raj Kapoor
- 1951	:	Deedar
- 1951	:	Hulchul
- 1951	: Pyar Ki Baaten
- 1951	:	Saagar
- 1951	:	Amber
- 1951	:	Anhonee
- 1951	:	Ashiana
- 1951	:	Bewafa
- 1951	:	Sheesha
- 1953	:	Aah de Raja Nawathe
- 1953	:	Dhoon
- 1953	:	Paapi
- 1953	:	Shikast
- 1954	:	Angarey
- 1955	:	Shree 420 de Raj Kapoor
- 1956	:	Chori Chori d'Anant Thakur
- 1956	:	Mother India
- 1956	:	Jagte Raho
- 1957	:	Mother India
- 1957	:	Le Voyage des trois mers (Pardesi) de Khwaja Ahmad Abbas
- 1958	:	Adalat
- 1958	:	Ghar Sansar
- 1958	:	Lajwanti
- 1964	:	Yaadein
- 1967	:	Raat Aur Din

- 1968	: Tosa oneira stous dromous

## Distinciones
- 1958 : Filmfare Award por su rol en Mother India